# Уайтфейс (горнолыжный курорт)
Уайтфейс-Маунтин (англ. Whiteface Mountain Ski Area) — горнолыжный курорт в американском городе Уилмингтон (штат Нью-Йорк) в 21 километре от Лейк-Плесида на восточном склоне горы Уайтфейс. Был местом проведения соревнований по горнолыжному спорту на зимних Олимпийских играх 1980 года.

## История

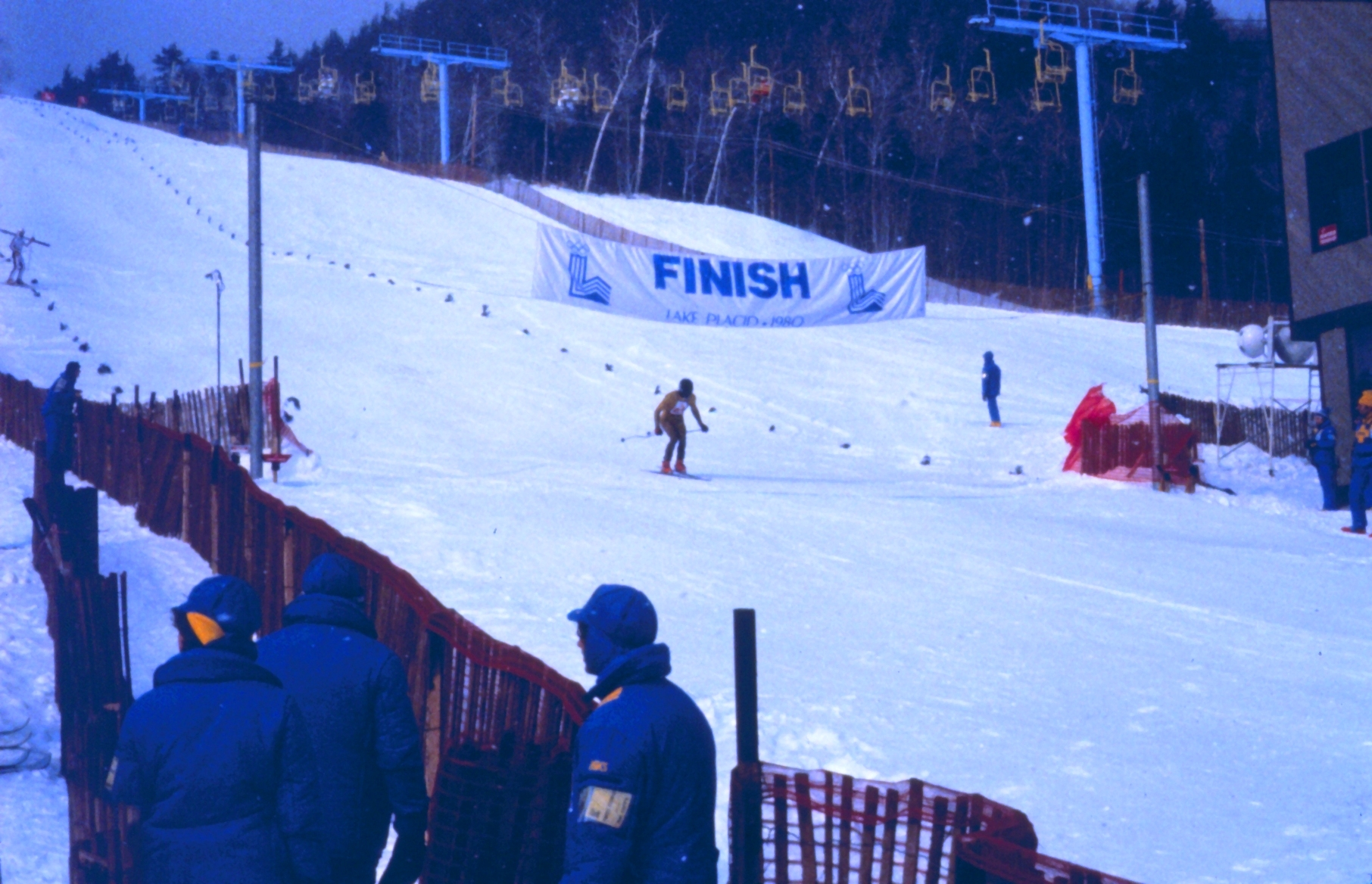
Горнолыжные соревнования на зимних Олимпийских играх 1980 года

«Уайтфейс-Маунтин» получил большой толчок в развитии после Второй мировой войны, когда ветераны 10-й горной дивизии армии США стали заниматься лыжным спортом в досуговых целях.
Самая высокая точка курорта расположена на высоте 1337 м, базовая станция находится на высоте 372 м, вертикальный перепад составляет 965 м. Начинающиеся на 80 м выше высшей точки курорта (1417 м) трассы «Слайды» горнолыжной базе обеспечивает Уайтфейсу наибольшей непрерывный вертикальной перепад в восточной части Северной Америки, составляющий 1045 м. Это больше, чем у курортов «Аспен» в Колорадо; «Сноубирда» в Юте, «Киллингтона», «Стоу», «Джей Пик», «Мэд-Ривер-Глен» и «Страттон» в Вермонте; «Сугарлоф» в Мэне; «Лейк-Луиз» в Альберте; «Монт Тремблант» в Квебеке. Это позволяет Уайтфайду считаться одним из лучших горнолыжных курортов на северо-востоке. Горнолыжный курорт управляется олимпийским органом регионального развития (Olympic Regional Development Authority (ORDA)).
Когда Лейк-Плесид стал во второй раз столицей зимних Олимпийских игр в 1980 году на склонах горнолыжного курорта впервые в истории Игр все шесть дисциплин по горнолыжному спорту были проведены в одном месте.
В 2000 году стал местом проведения соревнований по горным лыжам и сноуборду на зимних Игр доброй воли.
В последние годы произошли значительные улучшения в области снегообразования и обслуживания трасс. Курорт включает 88 трасс общей протяжённостью 35 км, обслуживаемых 11 подъёмниками. Около 98 % трасс покрыты снегом, за исключением полян и слайдов. Слайды — это наиболее сложные трассы имеющие маркировку , которые обычно открыты только в конце лыжного сезона из-за лавинообразной опасности. Угол крутизны их склонов составляет от 35 до 40 градусов с большим количеством природных опасностей (такими как водопады, скалы, утёсы, деревья и переменные условия) и вертикальным перепадом более 380 метров. Имеется отдельная зона для начинающих, известных как Bear Den Mountain (ранее Kids Kampus).
На склонах курорта регулярно проводятся крупные горнолыжные соревнования, такие как чемпионаты США. Он является Олимпийским учебным центром США.
Летом на горе Уайтфейс проводятся пешие и велосипедные прогулки.